# Presidência de Lex Luthor

Lex Luthor na capa de Superman: Lex 2000.

Presidência de Lex Luthor refere-se à série de arcos de história publicados entre 2000 e 2004 pela editora americana DC Comics que narram, dentro do universo fictício em que se situam as histórias da editora, o período pelo qual o personagem Lex Luthor, um notório vilão e oponente de Superman, foi Presidente dos Estados Unidos. É uma das histórias firmadas pela equipe criativa liderada por Jeph Loeb e Joe Kelly durante o período em que a dupla, acompanhada de diversos profissionais, foi responsável por escrever as quatro revistas do personagem, promovendo a revitalização das histórias do herói frente público e crítica no início da década de 2000.
A história teve início no final do ano de 2000, com a publicação do especial Lex 2000, que lançou o personagem como candidato à Eleição presidencial dos Estados Unidos de 2000 e se estendeu até 2004, com a conclusão do arco de história Os Melhores do Mundo. Nesta última história, publicada na revista Superman/Batman Luthor é demovido do cargo. Em 2009, um filme de animação produzido diretamente em vídeo intitulado Superman/Batman: Public Enemies, baseado na história, foi lançado mundialmente. Na ficção, Luthor sucedeu Bill Clinton e foi sucedido pelo personagem Pete Ross, seu Vice-Presidente, até este que abdicasse do cargo durante os eventos da Saga do Ruína. Após esses eventos, a editora passou a criar personagens fictícios específicos para serem o Presidente dos Estados Unidos em suas histórias.

## Antecedentes e contexto (1986-1999)

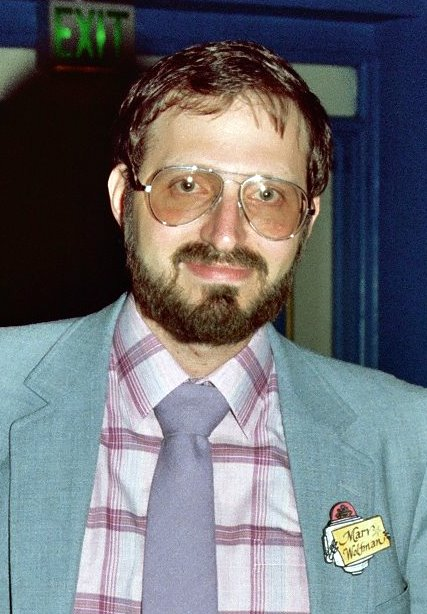
O escritor Marv Wolfman em foto de 1982. Quatro anos depois ele seria o responsável, ao lado de John Byrne, por mudar radicalmente Lex Luthor.

Em 1986, a DC Comics contratou o escritor e desenhista John Byrne para reformular Superman e seu elenco de apoio após o evento "Crise nas Infinitas Terras", criando inclusive uma uma nova origem para o herói. A partir da minissérie The Man of Steel, escrita e desenhada por Byrne, passariam ser contadas as novas histórias do personagem, estabelecendo um novo cânone. Byrne realizou um completo reboot do personagem, modificando grande parte de sua mitologia. Na nova versão, elementos excessivamente fantásticos, como a Fortaleza da Solidão e a cidade engarrafada de Kandor não mais existiam, por exemplo.
O escritor Marv Wolfman foi convidado para colaborar com Byrne na nova linha de revistas, e foi responsável pela reformulação de Lex Luthor, ainda que sua ideia inicial não tenha sido integralmente aproveitada por Byrne, por também envolver significativas mudanças em Lois Lane que Byrne não pretendia seguir. A ideia central, entretanto, se manteve: se até então Luthor era um "cientista louco" que ficara calvo por causa de Superman quando ambos eram adolescentes vivendo em Smallville, a partir de 1986, ele passou a ser caracterizado como um influente e inescrupuloso empresário de Metrópolis e um dos homens mais ricos do mundo - nas palavras de Byrne, "uma mistura entre Donald Trump, Ted Turner, Howard Hughes e talvez até Satã".
Toda a linha de revistas foi reformulada a partir de setembro de 1986: uma nova revista intitulada Superman foi lançada, com roteiros e desenhos de Byrne, e as duas outras revistas do personagem foram alteradas: a revista Superman original, mantendo sua numeração, teve seu título alterado para Adventures of Superman e passou a ser escrita por Wolfman, enquanto Action Comics, também mantendo sua numeração original, passou a partir da edição 584 a ser uma revista dedicada à histórias do gênero team-up.
Mantendo uma média de 200 mil exemplares por mês, o relançamento das revistas era visto como um sucesso, mas os bastidores tão eram tão animados. No livro Modern Masters: Jerry Ordway o desenhista responsável pela arte de Adventures of Superman expôs sua visão sobre os conflitos entre Byrne e Wolfman: "Logo nos primeiros meses vi que havia problemas. Era tudo uma situação infeliz, porque claramente havia... Enfim, eu não era parte do atrito entre Marv Wolfman e John Byrne, mas claramente os dois tinham alguns problemas. Eu não sei se Marv não gostava da ideia de ser, de certa forma, um "subordinado", porque num determinado ponto era Byrne quem efetivamente controlava a mitologia, ou se era outra coisa, mas os roteiros estavam ficando prontos com muito atraso". Wolfman sairia de Adventures of Superman ainda em 1987 e no início do ano seguinte seria a vez de Byrne, já insatisfeito a suposta "falta de apoio" da editora às modificações que ele havia imposto ao personagem, também decidir abandonar as revistas. O estopim, para Byrne, seria ver seu trabalho ser retratado de forma negativa em uma matéria publicada na revista TIME, que pertencia ao mesmo grupo que controlava a DC Comics. O trabalho desenvolvido pela dupla, entretanto, continuaria influenciado as histórias do personagem por mais de uma década, mas, no final da década de 1990, quando Eddie Berganza assumiu as funções de editor responsável pelas histórias de Superman, as quatro revistas então protagonizadas pelo personagem - Action Comics, Superman, Adventures of Superman e Superman: The Man of Steel - vinham passando por baixas vendas, e suas histórias tinham pouca repercussão junto ao público.
Berganza, então, contrataria uma equipe capitaneada por Jeph Loeb, que se tornou o escritor de Superman, e Joe Kelly, que assumiu os roteiros de Action, com a responsabilidade de "revitalizar" o personagem a partir de outubro de 1999, promovendo inúmeros questionamentos acerca das várias facetas que o definiam. Conforme definiu Marcus Medeiros, do site brasileiro Omelete, em 2005, após a equipe sair definitivamente das revistas: "o objetivo dos roteiristas era evoluir as bases estabelecidas por John Byrne e seus seguidores para conseguir um Super-Homem mais humano - conseqüência de sua criação por Jonathan e Martha Kent - ao mesmo tempo em que resgatariam a magia e a grandeza perdida da Era de Prata dos super-heróis".

## Origens (1999-2000)
Quando Berganza assumiu as funções de editor responsável pelas histórias de Superman, incluindo as publicadas em Action Comics, o personagem vinha passando por baixas vendas, e suas histórias tinham pouca repercussão. Uma nova equipe capitaneada por Jeph Loeb e Joe Kelly tomou para si a responsabilidade de "revitalizar" o personagem. À época o personagem protagonizava quatro diferentes revistas, e elas passaram a ter roteiristas e desenhistas que passariam a trabalhar de forma levemente independente, com histórias individuais, sem a necessidade de se adquirir todas as edições de todas as revistas mensalmente, permitindo aos leitores escolher qual das publicações acompanhar.
Loeb se tornou o roteirista de Superman, com arte de Mike McKone, Ed McGuinness e Cam Smith, Kelly assumiu Action Comics ao lado dos artistas Kano e Marlo Alquiza, Adventures of Superman passou a ser escrita por J.M. Dematteis e desenhada por Mike Miller and Jose Marazan, e Superman: The Man of Steel ganhou os artistas Doug Mahnke e Tom Nguyen, com Mark Schultz permanecendo nos roteiros.
A partir de outubro de 1999 a nova equipe começou a promover em suas tramas nas diferentes revistas questionamentos acerca das várias facetas que definiam Superman. Dentre os elementos que retornariam à mitologia moderna do personagem estava a presença de Krypto, o Super-cão e o design de Krypton, planeta natal de Superman. A proposta para Action Comics era que Kelly elaborasse histórias team-up, focadas na ação mas mostrando Superman sendo confrontado por diferentes personagens, enquanto Loeb abordaria Superman e seu relacionamento com os personagens "básicos": Lex Luthor e as pessoas do Planeta Diário, reaberto logo na primeira história, em Superman #151.
Durante o período, Kelly contribuiria com várias histórias significativas para a revista. Sozinho, escreveria What's so Funny about Truth, Justice & the American Way? em Action Comics #775, e A Hero's Journey em Action Comics #800, e estas seriam consideradas duas das melhores histórias já escritas com o personagem. Em colaboração com os demais escritores, fez parte de vários crossovers. Ainda em 1999 participou de Y2K e em 2000, contribuiu com Emperor Joker e Lex 2000.

### Avançando a história de Luthor
Em 2000, durante a reunião anual realizada entre o corpo editorial da DC Comics e os escritores responsáveis pelas várias revistas protagonizadas por Superman para definir o rumo que as histórias tomariam no ano seguinte, discutiu-se como continuar avançando a história do personagem Lex Luthor. Embora fosse desde a sua concepção um vilão, uma série de tramas publicadas nos últimos anos concluíram com Luthor recebendo aos olhos do público o crédito por inúmeras "boas ações", como a reconstrução de Gotham City após uma série de eventos ter devastado a cidade. Com Paul Levitz e Janette Kahn - editor-chefe e publisher da editora, respectivamente - presentes, a equipe propôs que Luthor se candidatasse ao cargo de Presidente dos Estados Unidos e vencesse o pleito de forma legítima. No final daquele ano, com a publicação do especial Lex 2000, o vilão lançou-se como candidato à Eleição presidencial dos Estados Unidos de 2000 e se elegeu presidente, substituindo George W. Bush no Universo DC como o 43º Presidente dos Estados Unidos, sem que a editora tivesse planos à longo prazo para retirá-lo do cargo.

## História (2000-2004)

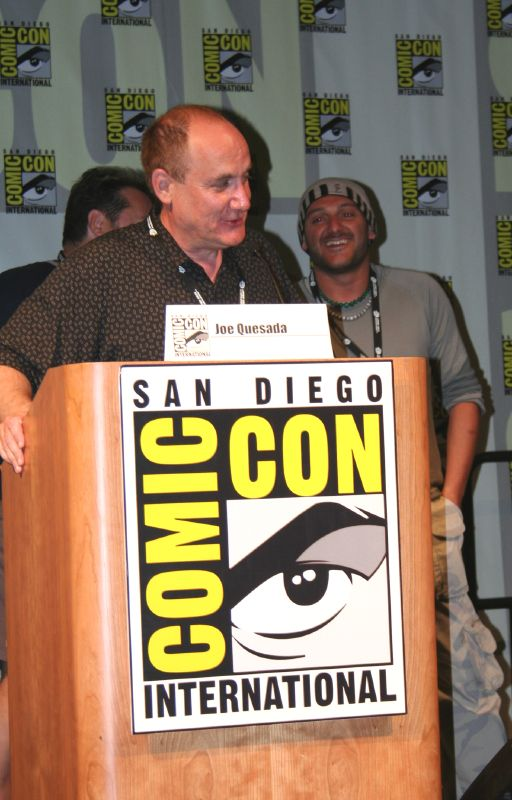
O escritor Jeph Loeb discursando em uma convenção em San Diego.

Luthor já era visto pelos cidadãos dos Estados Unidos como um visionário e um benevolente empresário e durante o período em que esteve no cargo, ao olhos do público, reformou o sistema educacional, liderou o país durante a vitória contra uma invasão alienígena e alcançou grande popularidade.

### Mundos em Guerra
Com Our Worlds at War, evento capitaneado por Loeb, novamente o personagem foi posto à prova. Em entrevista sobre a história, o editor responsável, Eddie Berganza, questionou: "Os ideais de Superman podem resistir à brutalidade de uma guerra?".

### Término do mandato
No início de 2002, Loeb deixou o cargo de roteirista da revista Superman para se dedicar ao planejamento de Superman/Batman, revista que a editora pretendia lançar no ano seguinte. Berganza acumulou as funções de editor da revista com Matt Idelson, e a revista começou a ser planejada de forma a refletir os eventos narrados tanto nas revistas de Superman - onde, por exemplo, havia surgido uma nova Supergirl chamada "Cir-El" - quanto de Batman. Desde o início já se discutia que o primeiro arco da revista abordaria o fim do período de Luthor na Casa Branca e que Ed McGuinness trabalharia como desenhista na nova revista, que tentaria se afastar do gênero team-up e buscaria mostrar a relação entre os antagônicos elementos dos dois personagens.

## Repercussão e legado

### A presidência de Pete Ross
Kelly permaneceria nos roteiros de Action até dezembro de 2003, com o lançamento da 810ª edição, mas retornaria à revista em fevereiro e março do ano seguinte para coescrever com Michael Turner o arco de história Godfall - O Fim dos Deuses.

## O cânone a partir de 2011
Em junho de 2011, a DC Comics anunciou que relançaria toda a sua linha editorial de quadrinhos de super-heróis. Todo o universo ficcional foi revisado e um novo status quo foi estabelecido. Com a linha de revistas de Superman, a mudança foi total. Um novo cânone foi estabelecido e o escritor britânico Grant Morrison assumiu os roteiros da revista Action Comics, contando uma nova versão do início da carreira de Superman, e alterando sua caracterização. Após 904 edições contínuas, a nova Action Comics #1 foi lançada em 7 de setembro, e Morrison afirmou que pretende usar as histórias da "Era de Ouro" como inspiração, voltando a caracterizar o herói como fora originalmente concebido por Siegel e Shuster. Morrison pretendia com sua histórias realinhar o herói com os ideais que ele defendia originalmente, tornando-o menos um "escoteiro" e mais alguém que enfrenta qualquer força opressora, incluindo a polícia. Disse: "Superman luta pela justiça, não necessariamente pela lei".
Lex Luthor, por sua vez, não é retratado como alguém que tem inveja da superioridade de Superman, mas como alguém que considera o alienígena uma "espécie invasora" cuja presença na Terra é uma ameaça para o meio ambiente e para o desenvolvimento do planeta — Luthor chega a comparar Superman com os sapos Rhinella marina, cuja introdução na Austrália foi desastrosa para o ecossistema local. Segundo Chad Nevett, do Comic Book Resources, os personagens mantiveram seus "valores fundamentais", mas estes passaram a ser apresentados "por ângulos diferentes" que relembram as primeiras histórias de Superman, no final da década de 1930. Vista como "ousada" e tão impactante para a década de 2010 quanto o trabalho de Byrne fora originalmente, essa nova reformulação imediatamente angariou uma série de críticas positivas.